# Symphyotrichum elliottii
Symphyotrichum elliottii là một loài thực vật có hoa trong họ Cúc. Loài này được (Torr. & A.Gray) G.L.Nesom miêu tả khoa học đầu tiên.